# シグマ薬品
シグマ薬品株式会社（シグマやくひん）は、大阪府の中河内地区を中心にドラッグストア、調剤薬局を展開する企業。店名は「スーパードラッグシグマ」。コーポレートスローガンは「健康づくりのパートナー」。
シグマとはプラスを意味する言葉であり、健康や社会などにプラスできる（貢献できる）企業でありたいという思いが込められている。

## 沿革
- 1973年12月 大阪府八尾市にて八尾阪神薬局を開業。
- 1988年9月　シグマ薬品株式会社として法人化。
- 1995年8月　スーパードラッグ1号店となるスーパードラッグシグマ八尾店開設。
- 2002年4月　店舗数が10を超える。
- 2022年1月　株式会社万代の子会社となる。
- 2023年、最初の八尾阪神薬局創業から50周年となる。
- 2023年6月5日　大阪府下のドラッグストアで初となる出前館と提携し、同社が運営するスーパードラッグシグマ深江南店にて出前館のデリバリーが開始される。

## 店舗
2010年現在展開している店舗の大半を八尾市内としているドミナント戦略である。